# Rhodopis (chi thực vật)
Rhodopis là một chi thực vật có hoa thuộc họ Fabaceae. Nó thuộc phân họ Faboideae.

## Các loài
Có 3 loài trong chi:
- Rhodopis planisiliqua (L.) Urb. – Bahamas, Hispaniola, and eastern Cuba
- Rhodopis rudolphioides (Griseb.) L.P.Queiroz – Hispaniola
- Rhodopis volubilis (Willd.) L.P.Queiroz – Puerto Rico